# Черниця Іван Корнійович
Іван Корнійович Черниця (23 травня 1896, місто Одеса — 8 лютого 1977, місто Одеса) — український радянський діяч, голова Одеської міської ради. Депутат Верховної Ради СРСР 1-го скликання.

## Біографія
Народився в бідній родині вантажника та пралі на одеському Пересипі. Трудову діяльність розпочав у дванадцятирічному віці чистильником котлів у підрядчика Крижанівського на Одеському судноремонтному заводі. До 1917 року працював котельником на судноремонтному заводі Ровенського в Одесі.
У 1917 році — рядовий 49-го запасного піхотного полку російської армії. Обирався членом ротного, а потім полкового солдатських комітетів. У серпні 1917 року був демобілізований, повернувся котельником на судноремонтний завод в Одесі.
У 1917—1918 роках — червоногвардієць, учасник більшовицьких повстань у Одесі. У 1918 році працював вантажником у Одеському порту. У 1919 році — на відповідальній роботі в Одеській губернській раді народного господарства.
У 1920 році служив у Червоній армії, учасник Громадянської війни в Росії.
Потім повернувся до Одеси, був безробітним. З 1924 року — голова робітничого комітету кам'яних розробок селища Березівки на Одещині.
Член ВКП(б) з 1925 року.
Перебував на відповідальній господарській і радянській роботах, був слухачем факультету особливого призначення. Працював керуючим Хімсільтресту у Херсонській окрузі, директором склозаводу. З 1933 року — директор Ватозапчастини в місті Одесі.
У 1936—1937 роках — директор Одеського заводу «Червоний Профінтерн».
У 1937 — 21 травня 1938 року — виконувач обов'язків голови, голова Одеської міської ради. 
10 серпня 1938 року заарештований органами НКВС. Зазнав репресій, перебував у в'язниці. 16 січня 1940 року звільнений із ув'язнення.
Під час німецько-радянської війни у 1941 році був уповноважений Народного комісаріату харчової промисловості СРСР із евакуації обладнання консервних заводів Молдавської і Української РСР. У 1942 році — уповноважений Народного комісаріату харчової промисловості СРСР із евакуації обладнання консервних заводів Краснодарського краю. Працював на консервних підприємствах Узбецької РСР.
У 1944 році повернувся з евакуації, перебував на відповідальній господарській роботі в місті Одесі. З середини 1940-х по 1952 рік — директор Одеського консервного заводу імені Ворошилова. Потім працював у міжобласній організації, яка займалася збутом виробів місцевої промисловості.
З 1960 року — персональний пенсіонер союзного значення у місті Одесі. Помер на початку лютого 1977 року.

## Нагороди
- орден Червоної Зірки (28.10.1967)
- п'ять медалей